# Giveon

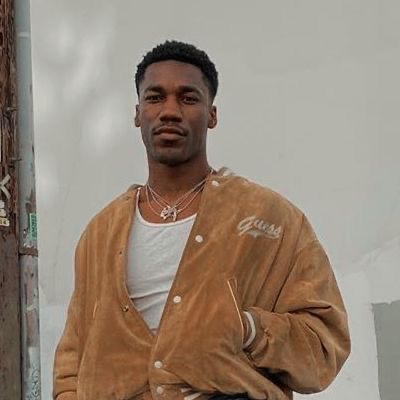
Giveon, 2020

Giveon Dezmann Evans (* 21. Februar 1995 in Long Beach, Kalifornien), bekannt als Giveon, ist ein US-amerikanischer R&B-Musiker. Er bekam seinen ersten Durchbruch mit der Single Chicago Freestyle von Drake und 2021 durch seine eigenen Singles Heartbreak Anniversary und Vanish.

## Biografie
Giveon Evans wuchs in Long Beach auf und sang als Jugendlicher schon bei Schulaufführungen. Er nahm mit 18 Jahren am Nachwuchsprogramm Grammy U der Recording Academy teil und machte mit einer Frank-Sinatra-Interpretation auf sich aufmerksam. Seine ersten Singleveröffentlichungen im Jahr 2018 verhalfen ihm dann zu einem Plattenvertrag mit Epic. Dort gab er im Jahr darauf sein Debüt mit der Single Like I Want You. Das Lied erreichte Platz 12 in den R&B-Charts.
Neben Auftritten im Vorprogramm der Tour von Snoh Aalegra veröffentlichte er seine erste EP Take Time und beteiligte sich an den Dark Lane Demo Tapes, einem Mixtape-Projekt des kanadischen Rappers Drake. Ihr gemeinsames Lied Chicago Freestyle kam international in die Charts und verhalf Giveon zu einiger Bekanntheit. Seine zweite EP When It’s All Said and Done brachte ihm im Herbst 2020 die ersten eigenen kommerziellen Erfolge. Gleichzeitig wurde die erste EP Take Time in der Kategorie Bestes R&B-Album für einen Grammy Award nominiert.
Anfang 2021 stieg auch Take Time in die US-Albumcharts ein und das darauf enthaltene Like I Want You erreichte Platinstatus. Das Lied Heartbreak Anniversary wurde zu einem internationalen Hit, besonders in Asien war es erfolgreich und erreichte beispielsweise in Singapur und Malaysia Platz 1.

## Diskografie
Studioalben

| Jahr | Titel Musiklabel                | Höchstplatzierung, Gesamtwochen, AuszeichnungChartplatzierungen (Jahr, Titel, Musiklabel, Platzierungen, Wochen, Auszeichnungen, Anmerkungen) | Höchstplatzierung, Gesamtwochen, AuszeichnungChartplatzierungen (Jahr, Titel, Musiklabel, Platzierungen, Wochen, Auszeichnungen, Anmerkungen) | Höchstplatzierung, Gesamtwochen, AuszeichnungChartplatzierungen (Jahr, Titel, Musiklabel, Platzierungen, Wochen, Auszeichnungen, Anmerkungen) | Höchstplatzierung, Gesamtwochen, AuszeichnungChartplatzierungen (Jahr, Titel, Musiklabel, Platzierungen, Wochen, Auszeichnungen, Anmerkungen) | Höchstplatzierung, Gesamtwochen, AuszeichnungChartplatzierungen (Jahr, Titel, Musiklabel, Platzierungen, Wochen, Auszeichnungen, Anmerkungen) | Anmerkungen                                           |
| Jahr | Titel Musiklabel                | DE | AT | CH | UK | US | Anmerkungen                                           |
| ---- | ------------------------------- | --- | --- | --- | --- | --- | ----------------------------------------------------- |
| 2022 | Give or Take Not So Fast (Epic) | — | — | CH31 (1 Wo.)CH | UK37 (1 Wo.)UK | US11 (… Wo.)US | Erstveröffentlichung: 24. Juni 2022 Verkäufe: + 7.500 |
| 2025 | Beloved Not So Fast (Epic)      | — | — | — | — | — | Erstveröffentlichung: 11. Juli 2025                   |